# Mistrovství světa v judu 1993
XVII. mistrovství světa se konalo v Copps Coliseum v Hamiltonu v Kanadě ve dnech 30. září - 3. října 1993.

## Program
- ČTV - 30.09.1993 - těžká váha (+95 kg, +72 kg) a polotěžká váha (−95 kg, −72 kg)
- PAT - 01.10.1993 - střední váha (−86 kg, −66 kg) a polostřední váha (−78 kg, −61 kg)
- SOB - 02.10.1993 - lehká váha (−71 kg, −56 kg) a pololehká váha (−65 kg, −52 kg)
- NED - 03.10.1993 - superlehká váha (−60 kg, −48 kg) a bez rozdílu vah

## Výsledky

### Muži
| Kategorie | Zlato                   | Stříbro                    | Bronz                    | Bronz                   |
| --------- | ----------------------- | -------------------------- | ------------------------ | ----------------------- |
| −60 kg    | Rjudži Sonoda (JPN)     | Nazim Husejnov (AZE)       | Giorgi Vazagašvili (GEO) | Richard Trautmann (GER) |
| −65 kg    | Jukimasa Nakamura (JPN) | Eric Born (SUI)            | Udo Quellmalz (GER)      | Sergej Kosmynin (RUS)   |
| −71 kg    | Čong Hun (KOR)          | Bertalan Hajtós (HUN)      | Rogério Sampaio (BRA)    | Daisuke Hidešima (JPN)  |
| −78 kg    | Čon Ki-jong (KOR)       | Hidehiko Jošida (JPN)      | Darcel Yandzi (FRA)      | Jason Morris (USA)      |
| −86 kg    | Jošio Nakamura (JPN)    | Nicolas Gill (CAN)         | León Villar (ESP)        | Adrian Croitoru (ROU)   |
| −95 kg    | Antal Kovács (HUN)      | Aurélio Miguel (BRA)       | Stéphane Traineau (FRA)  | Marc Meiling (GER)      |
| +95 kg    | David Douillet (FRA)    | Davit Chachaleišvili (GEO) | Frank Möller (GER)       | Sergej Kosorotov (RUS)  |

### Ženy
| Kategorie | Zlato                       | Stříbro                   | Bronz                        | Bronz                       |
| --------- | --------------------------- | ------------------------- | ---------------------------- | --------------------------- |
| −48 kg    | Rjóko Tamuraová (JPN)       | Li Aj-jüe (CHN)           | Giovanna Tortoraová (ITA)    | Joyce Heronová (GBR)        |
| −52 kg    | Legna Verdeciaová (CUB)     | Almudena Muñozová (ESP)   | Cécile Nowaková (FRA)        | Wakaba Suzukiová (JPN)      |
| −56 kg    | Nicola Fairbrotherová (GBR) | Čijori Tatenová (JPN)     | Jessica Galová (NED)         | Driulis Gonzálezová (CUB)   |
| −61 kg    | Gella Vandecaveyeová (BEL)  | Ja'el Aradová (ISR)       | Diane Bellová (GBR)          | Ileana Beltránová (CUB)     |
| −66 kg    | Čo Min-son (KOR)            | Liliko Ogasawaraová (USA) | Čang Ti (CHN)                | Odalis Revéová (CUB)        |
| −72 kg    | Leng Čchun-chuej (CHN)      | Kate Howeyová (GBR)       | Kim Mi-čong (KOR)            | Viktorija Kazuninová (RUS)  |
| +72 kg    | Johanna Hagnová (GER)       | Noriko Annová (JPN)       | Monique van der Leeová (NED) | Svetlana Gundarenková (RUS) |